# Abraham Darby I
Abraham Darby I (14 d'abril de 1678 – 8 de març de 1717) va ser el primer de les tres persones que porten el nom d'Abraham Darby. Nasqué dins una família Quaker d'Anglaterra que van tenir un paper important en la Revolució Industrial, va desenvolupar un mètode per a la producció de lingot d'alt forn (pig iron) en un Alt forn (blast furnace) que funcionava amb carbó de coc i ja no amb carbó vegetal. Aquest va ser un pas fonamental en la producció de ferro en la Revolució Industrial.

## Biografia
Abraham Darby era fill de John Darby, i d'Ann Baylies.
Nasqué a Woodsettle, Woodsetton, Staffordshire, entre Dudley i Worcestershire. La seva àvia Jane era filla il·legítima d'Edward Sutton, 5è Baró Dudley.
La besàvia d'Abraham era germana de Dud Dudley, qui havia reivindicat produir ferro fos usant com a combustible el carbó de coc. Tanmateix el ferro qur Dudley produïa no era adequat per als ferrers d'aquella època. Aquest afer potser va inspirar Darby per tal de perfeccionar el seu nou mètode de fosa.
Durant el principi de la dècada de 1690 A la ciutat de Birmingham Darby va ser aprenent de Jonathan Freeth, un company quàquer i un fabricant de molins de llautó per a moldre el malt per fer cervesa. Aquesta experiència potser va inclinar Darby a utilitzar el carbó de coc i refusar el carbó vegetal com a combustible. Amb aquesta experiència va desenvolupar l'any 1709 l'alt forn amb combustible de carbó de coc.
També desenvolupà un procediment per olles de fosa en motlles de la mescla de minerals anomenada ‘’green sand'’.

## Forn de Coalbrookdale

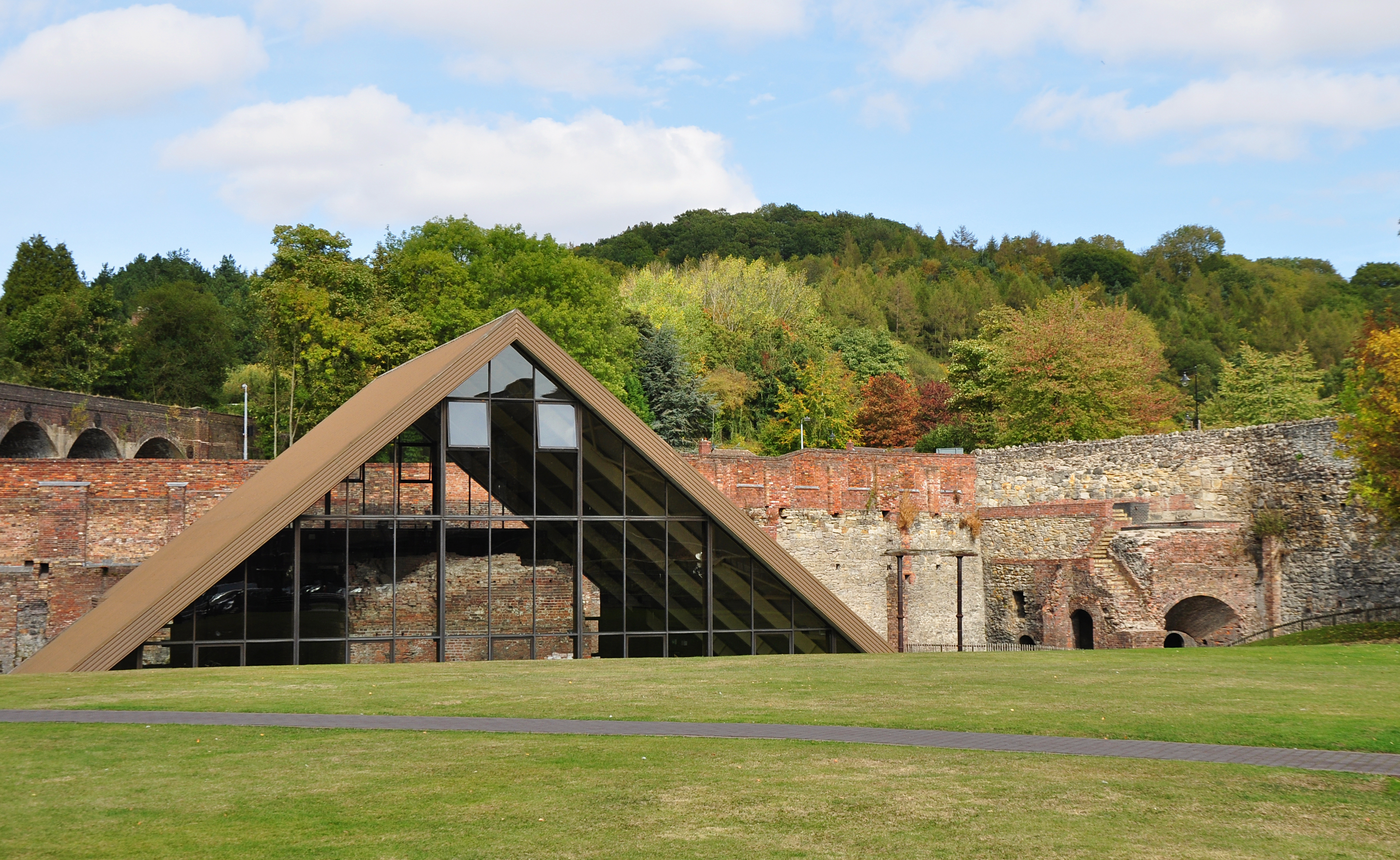
Alt forn de Darby, actualment al Museu del Ferro de Coalbrookdale

El forn es va utilitzar per primera vegada el 10 de gener 1709 i l'explotació sembla que va tenir èxit. Darby va ser probablement ajudat pel fet que "el carbó terròs" el Shropshire que estava usant tenia bastant sofre - lliure. Gran part del ferro produït es va utilitzar per fabricar olles i altres productes de ferro fos. Darby va vendre 81 tones de productes de ferro l'any 1709.